# Joseph-Alfred Foulon
Joseph-Alfred Foulon (Paris, 24 de janeiro de 1844 – Lyon, 25 de junho de 1899) foi um cardeal francês da Igreja Católica, arcebispo de Lyon-Vienne.

## Biografia
Estudou humanidades no seminário menor de Saint-Nicolas-du-Chardonnet em Paris, de 1834 a 1842; teve Joseph Ernest Renan, que se tornaria um especialista em línguas e civilizações antigas do Oriente Médio, filósofo e escritor, como co-discípulo e foi muito influenciado pelo Monsenhor Félix-Antoine-Philibert Dupanloup, futuro bispo de Orléans, então diretor do seminário; de 1842 a 1845, estudou filosofia e teologia no Seminário de Saint-Sulpice de Paris e de 1845 a 1846, nas Écoles des Carmes, onde conheceu Georges Darboy, futuro arcebispo de Paris; mais tarde, obteve uma licenciatura em letras na Universidade de Paris, em 1847, tornando-se o primeiro eclesiástico francês a obtê-lo.
Foi ordenado padre em 18 de dezembro de 1847, na Arquidiocese de Paris, por Denys Affre, seu arcebispo. Por doze anos foi professor de literatura humanística e retórica no seminário menor de Saint-Nicolas-du-Chardonnet e, mais tarde, tornou-se seu prefeito de estudos, seu diretor em 1862 e seu superior em 1863. Foi nomeado cônego honorário do capítulo da Catedral de Notre-Dame de Paris em 1863.
O imperador Napoleão III da França o apresentou ao episcopado como bispo de Nancy em 12 de janeiro de 1867. A Santa Sé aceitou sua nomeação com certa reticência, desconfiando do galicanismo predominante nas instituições de ensino parisienses, em 27 de março. Foi consagrado em 1 de maio na Igreja de Santo Eustáquio de Paris por Charles-Martial-Allemand Lavigerie, seu antecessor e neste momento arcebispo de Argel, coadjuvado por Jean-Baptiste-François-Anne-Thomas Landriot, arcebispo de Reims e Charles-Philippe Place, bispo de Marselha. Assistente no Trono Pontifício a partir de 17 de junho de 1867, foi nomeado cavaleiro da Legião de Honra em 15 de agosto de 1869. Fundou em Nancy uma École des Hautes Études e um seminário menor. Participou do Concílio Vaticano I, entre 1869 e 1870. Foi um dos prelados fundadores do Instituto Católico de Paris em 1875.
Nomeado para a Sé de Besançon pelo presidente Jules Grévy em 22 de março de 1882, teve seu nome confirmado e foi promovido à arcebispo metropolitano de Besançon, em 30 de março; nesse mesmo dia lhe foi concedido o pálio. Foi nomeado para a Arquidiocese de Lyon pelo presidente Jules Grévy em 2 de maio de 1887, foi confirmado em 26 de maio de 1887, sendo concedido o pálio no mesmo dia.
Foi criado cardeal pelo Papa Leão XIII, no Consistório de 24 de maio de 1889, recebendo o barrete vermelho em 11 de junho das mãos do presidente Sadi Carnot e o título de cardeal-presbítero de Santo Eusébio em 30 de dezembro.
Morreu em 25 de junho de 1899, em Lyon, vítima de complicações cardíacas. Foi velado e enterrado na Catedral de Saint-Jean